# تنیپوساید
تنی پوساید (به انگلیسی: Teniposide)
رده درمانی: ضدسرطان.
اشکال دارویی: آمپول

## موارد مصرف
تنی پوساید در درمان سرطانهای کودکان مانند لوسمی به خصوص ALL مصرف می‌شود.

## مکانیسم اثر
تنی پوساید با مهار رونویسی DNA از طریق توقف آنزیم توپوایزومراز تیپ دو عمل میکند.

## عوارض جانبی
مانند سایر داروهای ضد سرطان به خصوص سرکوب مغز استخوان ، عوارض گوارشی و ریزش مو.